# ماهی خال‌خالی دوخطه
ماهی خال‌خالی دوخطه (نام علمی: Grammatorcynus bilineatus) نام یک گونه از سرده نشانه‌نوک‌ها است.